# 베트남의 가수 목록
다음은 베트남의 가수 목록이다.

## 가
- 까오 민
- 까오타이선
- 까이딘
- 껌리
- 껌번
- 꽝하
- 꽝레
- 꽝리
- 꽝린
- 꽝빈
- 꽝중
- 꽝토
- 꽝흥
- 꾸악뚜언주
- 꾸이즈엉
- 꾸인자오
- 꾸옥쭝
- 꾸옥카인
- 꾸옥티엔
- 꾸옥흐엉
- 꾸옥흥
- 끄엉응옥
- 끼에우흥
- 낌뜨억
- 낌찌에우프엉

## 나
- 남쯔엉
- 냐프엉
- 녓낌아인
- 뉴로안

## 다
- 단쯔엉
- 단응위언
- 당코이
- 당즈엉
- 도안짱
- 득뚼
- 득푹
- 따민떰
- 땅녓뛔
- 떤냔
- 떤년
- 떰돤
- 떰띳
- 떰번
- 똥끼아비
- 뚼부
- 뚼응옥
- 뚼카인
- 뚼퐁
- 뜨응옥롱
- 띠언띠엔
- 띠언타인
- 띠언 쿠키

## 라
- 란아인
- 람쯔엉
- 럼전후이
- 럼녓띠엔
- 레깟쫑리
- 레꾸옌
- 레우옌
- 레중
- 레히에우
- 롱녓
- 르엉빅흐우
- 르우찌비
- 르우흐엉장
- 리하이
- 리훙

## 마
- 마리아 딘프엉아인
- 마야
- 마이티엔번
- 마이흐엉
- 마인꾸인
- 미떰
- 미레
- 미린
- 미우레
- 민뚜옛
- 민브엉
- 프엉타인
- 민항
- 민히에우

## 바
- 바오아인
- 바오옌
- 바오투이
- 박옌
- 반마이흐엉
- 반한
- 반흥
- 방끄엉
- 번카인
- 부저우
- 부하아인
- 비엣카앙
- 비오아인
- 빅리엔
- 빅프엉
- 빈투옌낌

## 사
- 크리스틴 사
- 선까
- 알리세 스벤손
- 시루언
- 시우 블랙
- 시푸
- 신디 타이따이
- 쑤언마이
- 쑤언응히
- 쑤언힌

## 아
- 아이번
- 아이프엉
- 아인뚜
- 아인뚜옛
- 아인응옥
- 아인터
- 앙겔라 프엉찐
- 옌비
- 옌짱
- 온리 C
- 우옌린
- 응언후에
- 응오꾸인아인
- 응오끼엔후이
- 응오짝린
- 응오타인반
- 응옥떤
- 응옥린
- 응옥바오
- 응오빅응언
- 응옥선
- 응옥하
- 응우옌득끄엉
- 응우옌린응아
- 응우옌부
- 응우옌응옥바오안
- 응우옌투이까이
- 응우옌피훙
- 응우옌홍늉
- 응호앙푹
- 이풍

## 자
- 장뜨
- 조안떤
- 주이마인
- 주이짝
- 즈엉민아인
- 즈엉응옥타이
- 즈엉찌에우부
- 지엠리엔
- 짱미중
- 쩌우로안
- 쩌우찌아끼엣
- 쩐랍
- 쩐타이호아
- 쩐반짝
- 쩐카인
- 쩐타이호아
- 쩐투하
- 쩐히에우
- 쭌응우엔
- 쫑떤
- 쭌팜
- 쭉호
- 쭝떤
- 쭝찐
- 쭝득
- 쭝끼엔
- 쯔엉부
- 쯔엉비
- 찌전
- 찌티엔

## 카
- 카인린
- 카인응옥
- 카인프엉
- 카인하
- 칵비옛
- 커이미
- 쿵뚜꾸인
- 크엉응옥
- 키위 응오마이짱

## 타
- 타이바오
- 타이산
- 타이타오
- 타이타인
- 타이항
- 타인뚜옌
- 타인람
- 타인응옥
- 타인타오
- 타인타인히엔
- 타인투이
- 타인투이
- 타인하
- 타인항
- 타인호아
- 타인후옌
- 테선
- 투민
- 투이띠엔
- 투이똡
- 투이람
- 투이찌
- 투프엉
- 투히엔
- 트엉후옌
- 티엔낌

## 파
- 판마인꾸인
- 팜꾸인아인
- 팜딘쯔엉
- 팜쯔엉
- 팜타인타오
- 팜투하
- 팜티후에
- 퐁띠엔민
- 풍응옥후이
- 엘비스 프엉
- 프엉미찌
- 프엉비
- 프엉찐욜리에
- 프엉아인
- 프엉중
- 프엉타인
- 피늉

## 하
- 하비
- 하오키오
- 하타인쑤언
- 하티투흐엉
- 하프엉
- 하이방
- 호꽝히에우
- 호꾸인흐엉
- 호레투
- 호빅응옥
- 호아 민지
- 호아이 람
- 호앙오아인
- 호앙작
- 호앙쩌우
- 호앙투이린
- 호앙하이
- 호응옥하
- 홍늉
- 홍응옥
- 후이 MC
- 훙투언
- 흐엉짠
- 흐엉장
- 흐엉타인
- 흐엉투이
- 히엔툭